# 吴权郡
吴权郡（越南语：／）是越南海防市下辖的一个郡。总面积10.96平方公里，2019年总人口165309人。

## 地理
吴权郡北接水源市，东接海安郡，南接阳京郡，西接鸿庞郡和黎真郡。

## 历史
1961年7月5日，海防市重划市区为3区庯，椰乐园区庯、梂坦区庯团结小区、统一小区、民主小区、和平小区、阮劝小区、范五老小区、苏效小区、陈日燏小区、陈富一小区9小区和陈富二小区4个组民庯，杭涇区庯人民剧院小区、新闻广播电台小区、东安奉小区、八间小区、剧场小区、朱文安小区、群驭小区7小区合并为吴权区庯。吴权区庯下辖葛陂小区、梂坦小区、梂椥小区、董国平小区、家园小区、乐园小区、沥斋小区、黎利小区、梁庆善小区、迈寨小区、迈丝小区、万美小区12小区。
1981年1月3日，越南调整行政区划通名。吴权区庯更名为吴权郡，葛陂小区更名为葛陂坊，梂坦小区更名为梂坦坊，梂椥小区更名为梂椥坊，董国平小区更名为董国平坊，家园小区更名为家园坊，乐园小区更名为乐园坊，沥斋小区更名为沥斋坊，黎利小区更名为黎利坊，梁庆善小区更名为梁庆善坊，迈寨小区更名为迈寨坊，迈丝小区更名为迈丝坊，万美小区更名为万美坊。
1981年5月18日，安海县东海社万美村划归吴权郡万美坊管辖。
1987年2月17日，安海县藤江社和东溪社划归吴权郡管辖，腾江社改制为腾江坊，东溪社改制为东溪坊。
2002年12月20日，葛陂坊划归海安郡管辖。
2020年1月10日，梁庆善坊并入梂坦坊。
2024年10月24日，越南国会常务委员会通过决议，自2025年1月1日起，董国平坊和黎利坊并入沥斋坊，乐园坊和迈丝坊并入家园坊。

## 行政区划
吴权郡下辖8坊，郡人民委员会位于家园坊。
- 梂坦坊（Phường Cầu Đất）
- 梂椥坊（Phường Cầu Tre）
- 藤江坊（Phường Đằng Giang）
- 东溪坊（Phường Đông Khê）
- 家园坊（Phường Gia Viên）
- 沥斋坊（Phường Lạch Tray）
- 迈寨坊（Phường Máy Chai）
- 万美坊（Phường Vạn Mỹ）

## 交通
- 越南鐵路
  - 河海線：海防站